# Sangha (boeddhisme)
Sangha (Sanskriet, Pali: saṃgha) is de heilige dimensie van het zich als boeddhisten in gemeenschap gedragen. Meerdere interpretaties en niveaus bestaan. De meest strikte zin is de arya sangha, degenen die de bevrijding van wedergeboorte hebben bereikt zoals een arhat. Zie bijvoorbeeld Majjhima Nikaya 118. In een meer dagelijks gebruik van het woord verwijst het naar de kloosterorde van monniken (bhikkhus) en nonnen (bhikkhunis), of - op zijn breedst genomen -  gewoon naar een gemeenschap van mensen die samenkomen om boeddhistische meditatie te beoefenen.
De sangha is een van de drie juwelen (tiratana) in het boeddhisme waar elke boeddhist toevlucht in neemt. Het heeft een centrale rol in alle boeddhistische religies en stromingen.
In de meest ware betekenis van het woord verwijst het naar alle wezens die een bepaalde graad van verlichting behaald hebben. In het theravada bestaat de sangha uit de vier soorten verlichte personen: de Sotapanna, Sakadagami, Anagami en Arahant. In het mahayana behoren ook de bodhisattvas tot de sangha. Leken kunnen ook lid zijn van deze echte sangha. Monniken die nog geen graad van verlichting bereikt hebben, vallen buiten deze meest essentiële betekenis van het woord sangha.
In een meer dagelijks gebruik van het woord sangha verwijst het naar de bhikkhu-sangha ofwel de orde van boeddhistische monniken. De bhikkhuni-sangha is de orde van boeddhistische nonnen. Als het woord op deze manier gebruikt wordt, horen de leken, ook al zijn ze verlicht, niet tot de sangha. Ze zijn immers geen monnik of non en hoeven zich dus ook niet aan die regels en conventies te houden waar monniken en nonnen zich wel aan dienen te houden. De sangha van boeddhistische monniken en nonnen bestaat al meer dan 2500 jaar en is waarschijnlijk de oudste instelling ter wereld.
Doordat er in het boeddhisme niet zoiets bestaat als een kerk is de sangha in kloosters bijzonder belangrijk in het voortzetten van de traditie. Vooral in de theravada-traditie wordt ervan uitgegaan dat enkel monniken of nonnen een grote spirituele ontwikkeling kunnen realiseren en de meeste gekwalificeerde boeddhistische leraren zijn monnik of non. Verder worden de boeddhistische teksten in kloosters bewaard en vaak worden ze, vooral binnen de mahayana- en vajrayana-tradities, via mondelinge overdracht van leringen en instructies voor beoefeningen binnen de kloosters in stand gehouden.
Tegenwoordig wordt in de westerse landen het woord sangha vaak gebruikt om losjes te verwijzen naar alle boeddhisten, of een groep leken en/of monniken die regelmatig met elkaar contact onderhoudt, te vergelijken met het woord parochie. Dit is niet de traditioneel gangbare betekenis van het woord in Azië, maar kent ook zijn bronnen in de Pali-canon; bijvoorbeeld Anguttara-Nikaya II.1.vii. Vanzelfsprekend geldt voor de betekenis van sangha als het derde juweel voor toevlucht dat pakweg het arya sangha-niveau hier veel meer op de voorgrond staat dan het niveau van een gemeenschap van boeddhisten.